# Departamento de Kouffo
Kouffo es uno de los doce departamentos de Benín. El área de Kouffo es de 2.404 km.². Kouffo limita con Togo por el oeste, y con los departamentos de Mono, Zou y Atlantique. Este departamento fue creado en 1999, año en que se separó del departamento de Mono. Desde 2008 su capital es Aplahoué. En el censo de 2013, el departamento tenía una población de 745 328 habitantes.